# Vkrayst
Vkrayst (укр. Вкрайст; скорочено від «Вкрай стомлений») — український музичний гурт, сольний проєкт фронтмена «Димної суміші» Саші Чемерова.

## Історія
Перший виступ гурту відбувся 8 вересня 2010 року в Києві на фестивалі ГОГОЛЬFEST. Гурт грав суміш з грандж, психоделіки і поп-року.
10 листопада 2010 року в фестиваль-ресторації «Диван» в Києві відбувся концерт Vkrayst у рамках презентації книжки Саші Чемерова «Один». На цьому заході під час прес-конференції Саша Чемеров сказав, що гурт планує випустити 200-300 касет зі своїми записами, а решта попиту буде задоволена шляхом безкоштовного скачування з Інтернету.  
8 липня 2011 року фронтмен гурту Vkrayst Саша Чемеров заявив про припинення існування гурту.
Попри те, що гурт Vkrayst протягом свого короткого існування не випустив жодного альбому чи синглу, його творчість викликала чималий інтерес, так, зокрема, на Youtube станом на 29 липня 2011 три записи пісень гурту були переглянуті чотиризначну кількість разів і 17 записів — тризначну кількість разів.

## Склад гурту[7]
- Саша Чемеров — вокал, гітара
- Сергій Кулик — бас
- Альона Абрамова — барабани
- Сергій Мартинов — клавішні

## Пісні[8][9]
- Someone to Die With
- Oh My God
- Book of Life
- I'm Between[10][11]
- Мовчи
- Птах
- Не мовчи
- My Baby Gets Stuck with Drugs[12]
- Be Quiet
- Я буду грати (Я хочу грати)
- Ball and Chain
- Кращий з кращих
- Mood for Love[13]
- Reputed Traitor[14]
- Cat[15]
- Sailor
- No Sex Only Brutal Fuck
- Check Out the Violence
- Regards & Greetings from LA

Вищенаведений список не є вичерпним, позаяк під час концерту гурту 10 листопада 2010 року було виконано 12 пісень гурту. 
9 лютого 2011 року Саша Чемеров так висловився щодо способу розподілу написаних ним пісень поміж проєктами, де він бере участь:
| Інколи на репетиції я граю, а хлопці кажуть, що це — лайно. Тоді одразу — в сольний проєкт.[17]Оригінальний текст (рос.) Иногда на репетиции я играю, а ребята говорят, что это говно. Тогда сразу в сольный проект. |